# Fiat CR.42 Falco
Le Fiat CR.42 Falco est un avion de chasse de la Seconde Guerre mondiale. C'est le dernier biplan de ce type à être mis en service.

## Conception
Le prototype du Fiat CR.42 « Falco » vola pour la première fois le 23 mai 1938. 1 781 exemplaires furent construits, le dernier en juin 1943. Dernier chasseur biplan mis en service, il est aussi considéré comme le meilleur. Adoré de ses pilotes grâce à ses excellentes qualités de maniabilité, il était déjà dépassé au moment de sa mise en service.

## Histoire
Le Fiat CR.42 est un des derniers et certainement le plus abouti des avions de combat biplans. Conçu par l'ingénieur Celestino Rosatelli sur la lancée du succès du fameux Fiat CR.32 qui domina de façon incontestée les cieux espagnols durant la guerre civile. Son premier vol a lieu le 23 mai 1938, alors que l'ère des biplans touchait à sa fin. Il était construit avec une structure entièrement métallique, et le poste de pilotage était ouvert. Le Falco fut reconnu comme le meilleur grâce à ses qualités et à sa maniabilité. Sa production en série fut décidée bien que Fiat Avio ait déjà démarré la fabrication des avions de chasse monoplans Fiat G.50 et Macchi M.C.200, qui utilisaient le même moteur.
Avec le Gloster Gladiator britannique, l'Avia B.534 tchèque et le Polikarpov I-15 soviétique, ce sera le dernier avion de chasse biplan à être encore utilisé durant  la seconde guerre mondiale. Au début du conflit, il représentait la moitié du potentiel aérien italien. Il fut redoutable face aux Gladiator et ne perdit jamais de combat rapproché face aux plus modernes Hawker Hurricane de première série. Le Falco sera ensuite confiné à  des tâches secondaires.
Il sera surtout utilisé avec des filtres anti-sable en Afrique du Nord, pour les radiotransmissions dans sa version CR.42 AS. Certains exemplaires appelés CR.42 CN furent équipés d'échappements masqués et de commandes adaptées pour les combats de nuit. Une variante spéciale CR.42 Egeo fut équipée de réservoirs supplémentaires de 1 100 litres, pour doubler son autonomie. Le Falco connaîtra un beau succès commercial à l'exportation. Il sera employé par l'aviation belge en avril 1940 contre les incursions de la Luftwaffe dans le ciel de la Belgique encore neutre, puis, dès le début de l'agression allemande, contre les Stuka et les Dornier. Il sera aussi acheté par la Suède et la Hongrie. Des Fiat CR.42 Egeo furent également utilisés sous les couleurs irakiennes au Moyen-Orient.

## Engagements
Les Fiat CR 42 se distinguèrent surtout en Afrique où ils furent opposés avant l'arrivée de chasseurs plus modernes au Gloster Gladiator anglais pour le dernier duel entre biplans. Ils servirent également en France, en Grèce, sur la Manche où ils souffrirent énormément face aux Hurricane et autres Spitfire, après l'arrivée des Fiat G.50 Freccia et Macchi M.C.200, ils furent retirés des escadrilles de chasses et confinés à des tâches secondaires.
Ce fut aussi à bord de cet appareil que les pilotes de chasse Belges obtinrent leurs quelques victoires contre la Luftwaffe en mai 1940.

## Utilisateurs
Belgique
- Armée de l'air belge (27 appareils)

 Reich allemand
- Luftwaffe (100+ appareils)

 Irak
- Royal Iraki Air Force

 Italie
- Regia Aeronautica

 Suède

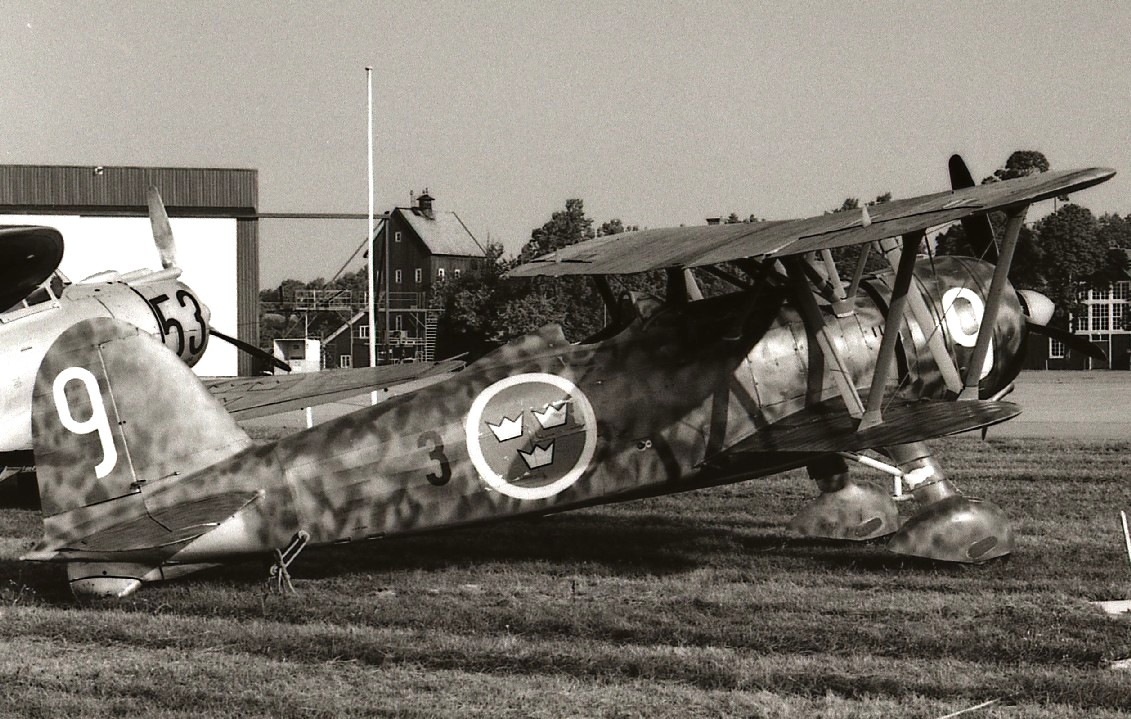
Le J11 « 9 » de l'aviation suédoise en 1976.

- Force aérienne suédoise (72 appareils)

 État indépendant de Croatie
- Forces aériennes de l'État indépendant de Croatie (en)

 Royaume de Hongrie
- Armée de l'air royale hongroise (72 appareils)

## Variantes
- CR.42 : Les premiers CR.42 étaient armés d'une mitrailleuse de 12,7 mm plus une de 7,7 mm. Sur le CR.42bis, la calibre 7,7 mm était remplacée par une seconde de calibre 12,7 mm.
- CR.42 Egeo : Adapté au théâtre égéen, avec un réservoir supplémentaire de 80 litres dans le fuselage.
- CR.42AS : Version de support aérien rapproché pouvant recevoir 4 mitrailleuses de 12,7 mm dans certains cas et des supports sous les ailes pour 2 bombes de 100 kg. AS est l'abréviation de 'Africa Settentrionale'. Un filtre additionnel protège le moteur des entrées de sable.
- CR.42B : Un avion équipé d'un moteur Daimler-Benz DB 601 atteint une vitesse estimée de 518 km/h. Voir aussi le CR.42DB.
- CR.42bis : Armement standard de deux mitrailleuses de 12,7.
- CR.42CN : Version chasseur de nuit avec des projecteurs montés sous les ailes et des pipes d'échappement allongées.
- CR.42ter : L’armement de cette version était composé de deux mitrailleuses de 12,7 plus deux autres dans des protubérances sous les ailes.
- ICR.42 : Hydravion expérimental dessiné par CMASA. La vitesse maximale n’était pénalisée que de 8 km/h malgré les 124 kg de supplément de poids.
- CR.42LW : Version de harcèlement de nuit utilisée par la Luftwaffe contre les résistants. L'avion était équipé de cache flammes à l'échappement, d’une paire de mitrailleuses de 12,7 mm et de supports sous les ailes pour quatre bombes de 50 kg. 150 avions seront construits, dont 112 qui furent mis en service par la Luftwaffe.
- CR.42 "Bombe Alari" : (nom officieux largement utilisé) Modification effectuée à la SRAM (centre de réparation) pour permettre aux chasseurs obsolètes d’être utilisées dans des rôles d'attaque au sol. Pylônes sous les ailes pour deux fois 50 kg de bombes qui souvent seront chargés de bombes de 100 kg. La même modification sera également effectuée sur des Fiat G.50 et autres Macchi C.200.
- CR.42 biplaces : Plusieurs CR.42 italiens convertis en plateformes de communication.
- CR.42DB : Un CR.42 fut équipé d'un des premiers moteurs en ligne DB 601A de 1.200 cv, ce qui permit d’atteindre une vitesse maximale de 525 km/h.